# Галанта (район)
Район Галанта (словац. Okres Galanta) — район Трнавского края Словакии.

## Население
| Год:        | 1994   | 2004    | 2014    | 2024    |
| ----------- | ------ | ------- | ------- | ------- |
| Broj ljudi: | 93 667 | 94 936  | 93 682  | 95 210  |
| Разница:    |        | +1,35 % | −1,32 % | +1,63 % |

| Год:                | 2023   | 2024    |
| ------------------- | ------ | ------- |
| Количество человек: | 95 457 | 95 210  |
| Разница:            |        | −0,25 % |

### Статистические данные (2001)
Национальный состав:
- Словаки — 59,5 %
- Венгры — 38,6 %
- Цыгане — 0,7 %
- Чехи — 0,5 %

Конфессиональный состав:
- Католики — 77,0 %
- Лютеране — 5,6 %